# Masacre de la familia Al-Najjar
La masacre de la familia Al-Najjar fue un ataque aéreo que tuvo lugar el 23 de mayo de 2025 cuando las Fuerzas de Defensa de Israel (FDI) bombardearon una vivienda en la ciudad gazatí de Jan Yunis, perteneciente a una pareja de médicos empleados en el Hospital Nasser. La masacre causó la muerte de nueve de los diez hijos de la pareja. El padre de familia, el Dr. Hamdi al-Najjar, se encontraba en estado crítico y falleció a causa de sus heridas varios días después. Sólo uno de sus hijos, Adam, de 11 años, sobrevivió al ataque y tuvo que someterse a múltiples cirugías. La madre, la pediatra Alaa al Najjar, que acababa de empezar su turno en el hospital en el momento del ataque, resultó ilesa. Los niños tenían entre 7 meses y 12 años de edad.

## Antecedentes
Le Monde denunció los abusos que sufren los médicos palestinos a manos de los israelíes, muchos de los cuales han sufrido torturas precisamente por ser médicos, según la ONG israelí, Médicos por los Derechos Humanos. Cuatro médicos palestinos han muerto bajo custodia israelí desde que comenzó la guerra, incluido el cirujano Adnan al-Bursh, cuyo cuerpo mostraba evidentes signos de tortura, según Naciones Unidas.
Los ataques israelíes contra hospitales y trabajadores sanitarios en la Franja de Gaza son uno de los elementos citados por Amnistía Internacional para concluir que Israel está cometiendo un genocidio en Gaza.

## Masacre
El Dr. Hamdi Al Najjar salió de su hogar en Jan Yunis para acompañar a su esposa, Alaa al Najjar, una pediatra gazatí, a su trabajo en el Hospital Nasser. Después regresó a su casa. Según una sobrina de la pareja, que acompañó a Hamdi tras dejar a Alaa en el Hospital Nasser, la casa familiar fue atacada por los israelíes dos veces. Tras la primera vez, en la que el misil no detonó, Hamdi corrió a casa para sacar a sus hijos, tras lo cual los israelíes lanzaron un segundo misil, causando la explosión. Los nueve niños asesinados por Israel son Yahya, 12 años; Rakan, de 10; Raslan, de 7; Jibran, de 8; Eve, de 9; Rival, de 5; Luqman, de 2; Sadin, de 3; y Sidar, de menos de un año.
Testigos presenciales informaron que los cuerpos carbonizados de los niños, recuperados de entre los escombros, habían quedado completamente calcinados; un tío que acudió al lugar poco después del ataque describió haber visto un cráneo reventado y fragmentos de tejido cerebral dispersos. Los cuerpos de los niños estaban en tan mal estado que su madre no pudo identificarlos. el Dr. Hamdi sufrió múltiples fracturas en todo el cuerpo y daños en el cerebro; murió el 1 de junio. Su único hijo superviviente Adam fue trasladado el 11 de junio a Milán (Italia), junto con su madre, para recibir tratamiento por sus graves quemaduras.
El ejército israelí afirmó que había bombardeado a un grupo de sospechosos que se desplazaban cerca de las tropas israelíes y añadió que los informes sobre víctimas civiles estaban «bajo revisión». Sin embargo, no se conocen otras víctimas del ataque y el tío de los niños dijo que la zona estaba desierta en ese momento.
Marwan al-Hams, director de hospitales de campaña del Ministerio de Salud en la Franja de Gaza, declaró a Le Monde que, muy probablemente, el ejército israelí sabía perfectamente a quién pertenecía la casa y quién se encontraba en ella en el momento del bombardeo. Las Fuerzas de Defensa de Israel (FDI) «tienen como objetivo a todos, pero al atacar la casa de la pediatra Dra. Al Najjar y su esposo, el Dr. Hamdi Al Najjar, es como si quisieran atacar al propio sistema de salud, la última línea de defensa que protege al pueblo palestino salvando vidas», afirmó. Otro médico que trabajó con la madre de los niños asesinados dijo que: «Ella los dejó para cumplir con su deber y su misión hacia todos esos niños que no encuentran otro lugar en el Hospital Nasser, que se llena de gritos inocentes y debilitados por la enfermedad, el hambre y la fatiga».
Las fuerzas israelíes han matado a unos 1600 trabajadores sanitarios de Gaza desde el comienzo de la guerra hasta finales de mayo de 2025.

## Reacciones
La masacre atrajo la atención y la condena internacionales. Las autoridades italianas se ofrecieron a evacuar al niño superviviente, Adam, para que recibiera tratamiento médico, alegando la falta de atención médica adecuada en Gaza. La historia de la familia se convirtió en un símbolo del sufrimiento que padecieron los civiles y los trabajadores de la salud palestinos durante el conflicto.
- Hamás: describió la masacre como un «crimen atroz» que «expresa claramente la naturaleza sádica de la ocupación y el nivel del profundo espíritu de venganza que impulsa a Netanyahu y su banda de asesinos y monstruos humanos».[14]

- Organización de las Naciones Unidas: Francesca Albanese, relatora especial de la ONU para los territorios palestinos ocupados, dijo que representa «un patrón sádico distintivo de la nueva fase del genocidio».[15]

- Brasil: el presidente del país, Luiz Inácio Lula da Silva, condenó la masacre como «vergonzosa y cobarde».[16]

- Italia: el ministro de Asuntos Exteriores, Antonio Tajani, ofreció acoger a Adam y a sus padres en su país.[4]

- Palestina el Ministerio de Salud palestino en Cisjordania ocupada por Israel dijo: «Este horrible crimen no es un incidente aislado, sino parte de un ataque sistemático contra el personal y las instituciones médicas, destinado a quebrar la voluntad de quienes se mantienen firmes en Gaza».[7]

- Munir al-Boursh, director general del Ministerio de Salud de Gaza, declaró: «Esta es la realidad que sufre nuestro personal médico en Gaza. Las palabras se quedan cortas para describir el dolor. En Gaza, no solo los trabajadores sanitarios son el blanco de ataques; la agresión de Israel va más allá, aniquilando a familias enteras».[7]

- El 27 de mayo, Haaretz informó que los medios israelíes «han estado celebrando las dudas surgidas sobre el suceso», generadas por usuarios de mala fe. «En lugar de disculparse, han difundido imágenes engañosas y publicado informes destinados a socavar la veracidad del incidente».[17]